# Ивайло Марков
Ивайло Бориславов Марков (роден на 5 юни 1997 г.) е български футболист, който играе на поста ляв бек. Състезател на УТА Арад.

## Кариера
Марков започва своята кариера в юношеските редици на Славия. На 1 февруари 2016 г. е даден под наем на Сливнишки герой, състезаващ се в Югозападната трета лига.
На 24 юли 2016, Марков подписва тригодишен договор с Локомотив (Пловдив). На 11 януари 2017, е даден под наем на Царско село до края на сезона. На 25 февруари 2017 прави своя професионален дебют във Втора лига, изигравайки пълни 90 минути при загубата с 2–1 като гост на Витоша (Бистрица).
На 14 юли 2017, записва и своя пълен дебют в Първа лига с отбора на Локомотив (Пловдив) при победата с 1–2 като гост на Етър.
През юни 2018 г. Марков подписва с Черно море.На 25 юли е изпратен под наем в Царско село.

## Успехи
Царско село
- Втора лига (1): 2018/19